# Keiynan Lonsdale
Keiynan Lonsdale (ur. 19 grudnia 1991 w Sydney) – australijski aktor, piosenkarz, tancerz i tekściarz. Najbardziej znany ze swojej roli jako Wally West/Kid Flash w serialu telewizyjnym Flash.

## Wczesne życie
Lonsdale urodził się w Sydney, jego ojciec to Nigeryjczyk wywodzący się z ludu Edo, a jego matka to Australijka Irlandzkiego i duńskiego pochodzenia. Jest najmłodszym spośród szóstki rodzeństwa po stronie jego matki, oraz jednym z siedmiorga po stronie jego ojca. Łącznie ma jedenaścioro braci i sióstr.

## Kariera
Lonsdale dostał swoją pierwszą rolę w 2007, jako tancerz w filmie Razzle Dazzle: A Journey into Dance. Następnego roku pojawił się w odcinku australijskiego dramatu medycznego All Saints (Cena życia). W 2012 Keiynan został periodyczną postacią drugiego sezonu australijskiego serialu młodzieżowego Dance Academy. Jego postać – Oliver Lloyd – stała się regularna w ostatnim, trzecim, sezonie.
Przecz dwa i pół roku pełnił rolę VJ-eja dla stacji MTV. W 2014 wypuścił na iTunes singiel "One and Only. Następnie zagrał rolę drugoplanową jako Uriah Pedrad w filmie Zbuntowana (2015), pojawił się w tej samej roli również w następnej części tej serii – Wierna (2016). W 2016, jego singiel "Higher" został umieszczony na albumie amerykańskiego youtubera – Conora Franty "Common Culture, volume 5". W tym samym roku pojawił się też w dramacie historycznym The Finest Hours (Czas Próby) jako Eldon Hanson, najmłodszy marynarz biorący udział w przedstawionej misji ratunkowej.
W 2015 starał się o rolę Jeffersona Jacksona w produkcjach telewizyjnego uniwersum Arrowverse, ale tę rolę otrzymał Franz Drameh. Zamiast została mu dana rola Wally’ego Westa w serialu Flash, jego postać stała się regularna od sezonu drugiego. W 2017 Lonsdale opuścił obsadę Flash'a i pojawił się po raz pierwszy w Legends of Tomorrow (również Arrowverse).
W 2018, Keiynan zagrał Bram'a w filmie Twój Simon, opartym na powieści Becky Albertalli – "Simon oraz inni homo sapiens" o nastolatku zmagającym się z własną seksualnością. Lonsdale przyznał w wywiadzie dla Hollywood Reporter, że rola pomogła mu samemu pogodzić się ze swoją własną seksualnością. Po premierze film otrzymał pozytywne recenzje od krytyków oraz został określony jako ważny historycznie, jako że był to pierwszy homoseksualny nastoletni romans wyprodukowany przez duże studio filmowe (20th Century Fox, obecnie 20th Century Studios).
W 2019, Lonsdale zagrał w teledysku Camili Cabello "Liar"

## Życie prywatne
W 2017 Keyinan wyoutował się jako osoba, którą pociągają ludzie niezależnie od ich płci. Media określiło go jako osobę biseksualną lub panseksualną, Lonsdale sam nie używa tych etykiet do opisywania swojej seksualności, jednak mówi, że nie przeszkadza mu, gdy inni ich używają przy opisywaniu go

## Filmografia
| Rok  | Tytuł                               | Rola                                    | Nota |
| ---- | ----------------------------------- | --------------------------------------- | ---- |
| 2007 | Razzle Dazzle: A Journey Into Dance | Członek trupy tanecznej panny Elizabeth |      |
| 2015 | The Divergent Series: Insurgent     | Uriah Pedrad                            |      |
| 2016 | The Finest Hours                    | Eldon Hanon                             |      |
| 2016 | The Divergent Series: Allegiant     | Uriah Pedrad                            |      |
| 2017 | Dance Academy                       | Oliver Lloyd                            |      |
| 2017 | Like.Share.Follow.                  | Garrett                                 |      |
| 2018 | Twój Simon                          | Bram Greenfeld                          |      |

| Rok       | Tytuł                        | Rola                 | Nota                                                |
| --------- | ---------------------------- | -------------------- | --------------------------------------------------- |
| 2008      | All Saints                   | Corey                | Odcinek "Sons and Lovers"                           |
| 2012−2013 | Dance Academy                | Oliver Lloyd         | 26 odcinków                                         |
| 2015–2020 | Flash                        | Wally West/Kid Flash | Główna rola (sezony 2-4) Gość specjalny (3 odcinki) |
| 2017–2018 | Legends of Tomorrow          | Wally West/Kid Flash | Główna rola (sezon 3); Gość specjalny (2 odcinki)   |
| 2017      | Supergirl                    | Wally West/Kid Flash | Odcinek: "Crisis on Earth-X, Part 1"                |
| 2018      | RuPaul’s Drag Race All Stars | Sam siebie           | Juror gościnny; Odcinek : "Snatch Game of Love"     |
| 2020      | Love, Victor                 | Bram Greenfeld       | Odcinek: "Boys' Trip"                               |